# Кусимова, Суфия Гильмановна
Кусимова Суфия Гильмановна (род. 5 марта 1944, Уфа) — учёный-театровед, преподаватель высшего учебного заведения. Декан театрального факультета Уфимского государственного института искусств (1973—1982). Кандидат искусствоведения (1974), профессор (1997). Заслуженный деятель искусств Башкирской АССР (1984),Заслуженный работник высшей школы Российской Федерации (1999). Кавалер ордена Салавата Юлаева (2014).

## Биография
Суфия Гильмановна Кусимова (Нигмаджанова) родилась в Уфе в семье учёного, государственного деятеля Нигмаджанова Гильмана Вильдановича и потомственного врача Ракии Хабибрахмановны Атласовой 5 марта 1944 года. Отец Суфии Гильмановны из крестьянской семьи, а мать- дочь известного в Оренбургской губернии врача начала 20 века Хабибрахмана Габдрахмановича Атласова.
В 1961 году окончила среднюю школу № 3 города Уфы.
Суфия Гильмановна получила высшее профессиональное образование по специальности «Театроведение» в Государственном институте театрального искусства имени Анатолия Васильевича Луначарского (ныне РУТИ-ГИТИС, Москва).
В 1966—1968 года работала консультантом Башкирского отделения Всесоюзного театрального общества.
В 1968—1971 годах училась в аспирантуре кафедры театров народов СССР ГИТИС имени Анатолия Васильевича Луначарского.
В 1968 году в Уфе был открыт институт искусств, благодаря усилиям многих государственных деятелей республики и деятелей культуры, как композитор З. Г. Исмагилов (будущий ректор вуза), заместитель Председателя Совета министров Башкирской АССР Г. В. Нигмаджанов и другие.

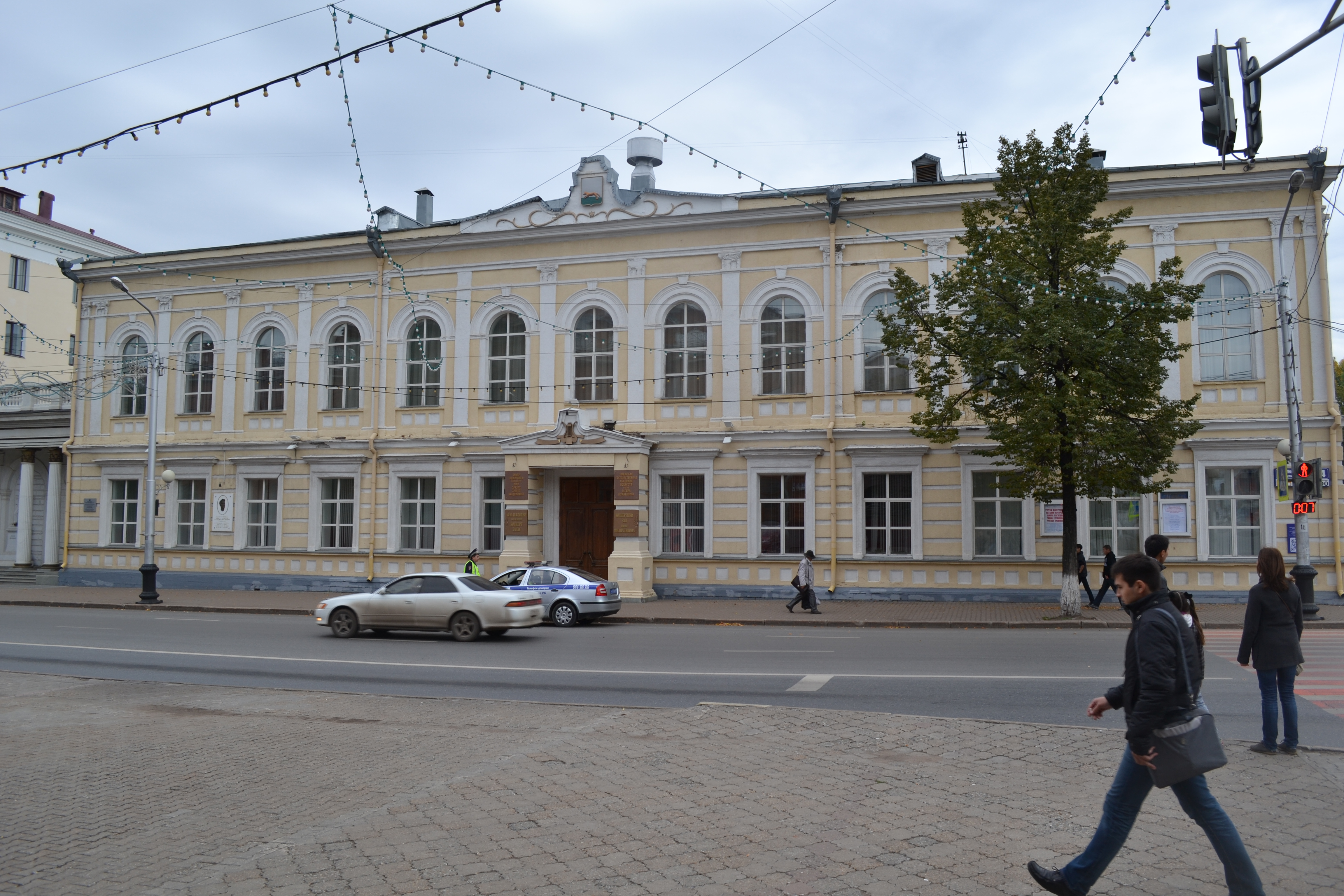
Уфимский государственный институт искусств имени Загира Исмагилова

С 1971 года Суфия Гильмановна работает в Уфимском государственном институте искусств.
В 1973—1982 годах- декан театрального факультета. Среди её выпускников народная артистка РФ Тансулпан Бабичева, заслуженный артист РФ Ахтям Абушахманов, заслуженный артист РСФСР, лауреат государственной премии РСФСР Олег Ханов и другие.
Совместно с заведующим кафедрой, главным режиссером Республиканского русского драматического театра Габдуллой Габдрахмановичем Гилязевым активно занималась формированием высокопрофессионального педагогического коллектива в новом вузе. Суфия Кусимова заложила в республике основы театральной школы, удачно совмещающей в себе традиции российского, европейского и национального сценического искусства.
Суфия Гильмановна следовала советам преподавателей ГИТИС-а — корифеев театроведения доктора искусствоведения Болеслава Иосифовича Ростоцкого и доктора искусствоведения, заведующего кафедрой театра народов СССР Георга Иосифовича Гояна, учила не замыкаться лишь в границах национальной театральной культуры, ответственно подходить к выбранной профессии.
В 1983—1987 годах- заведующая кафедрой режиссуры и актёрского мастерства.
В 1992—2011 годах- заведующая кафедрой истории и теории искусства.
Научные исследования посвящены башкирскому театральному искусству, в том числе драматургии Мустая Карима.
С. Г. Кусимова- один из организаторов театрального факультета, кафедры истории и теории искусства Уфимского государственного института искусств.
В Уфимской академии искусств организовала обучение студентов по специальности «Театровед» (1997).
Председатель жюри Республиканского фестиваля "Театральная весна".
Член жюри фестиваля тюркоязычных театров «Туганлык».
Заслуженный работник высшей школы РФ (1999). Кавалер ордена Салавата Юлаева.

## Почётные звания
- Заслуженный работник высшей школы Российской Федерации (1999)
- Заслуженный деятель искусств  БАССР (1984).

## Награды
- Орден Салавата Юлаева (2014)

## Труды
- Театр юлы=Путь театра. Өфө, 2004;
- Театр в пьесах, спектаклях и лицах (драматическая сцена Башкортостана в 70—90‑е годы XX века). Уфа, 2002 (авторҙаш).
- Пьесы Мустая Карима на сценах нашей страны //Агидель. — Уфа. — 1971. — № 1;
- Становление и развитие высшего театрального образования в Башкортостане // Уфимскому государственному институту искусств — 25 лет: Сб. — Уфа: УГИИ, 1993;
- Режиссерское искусство западноевропейского театра XX века: Учебное пособие. — Уфа, 1996;
- Семинар по анализу драмы и театральной критики: — Уфа, 2007.
- История и современность (к юбилею Башгосдрамтеатра им. М. Гафури). 3 тома. (1 и 2 тт. — составитель и автор С. Кусимова). — Уфа, 2014

## Семья
Супруг — доктор технических наук, профессор Кусимов, Салават Тагирович.